# Моторин, Алексей Васильевич
Алексе́й Васи́льевич Мото́рин (28 января 1924, Кушур, Забайкальская губерния — 23.06.2005, Ульяновск) — советский, российский художник; Народный художник РСФСР (1984).

## Биография
Родился в деревне Кушур (ныне — территория Оловяннинского района Забайкальского края).
В 1939—1941 годы учился в Омском художественном училище им. М. А. Врубеля.
В 1942 году Удерейским райвоенкоматом (Красноярский край) призван в Красную армию. С июня 1943 по март 1944 года воевал на фронтах Великой Отечественной войны, командир орудия Т-34 в танковой бригаде 1-го Украинского фронта. В 1945 году окончил 2-е Ульяновское танковое училище, служил командиром СУ-76 отдельного самоходного дивизиона Московского военного округа. С августа 1945 — в советско-японской войне, командир самоходной установки 492-го отдельного самоходного артдивизиона (209-я стрелковая дивизия, 17-я армия), младший лейтенант.
В 1949 году окончил Иркутское художественное училище, в 1955 — Рижскую государственную Академию художеств Латвийской ССР (преподаватели — Э. Ф. Калныньш, В. И. Козин, О. Е. Скулме, А. А. Скриде).
С 1955 года работал в Ульяновске. Один из организаторов Ульяновского Союза художников, председатель правления Ульяновской организации Союза художников в 1956—1985 годы.
Член Союза художников СССР (с 1958), член правления Союза художников СССР; член правления и секретарь правления Союза художников РСФСР.
Умер 23.06.2005 года, похоронен на Северном кладбище Ульяновска.

## Творчество

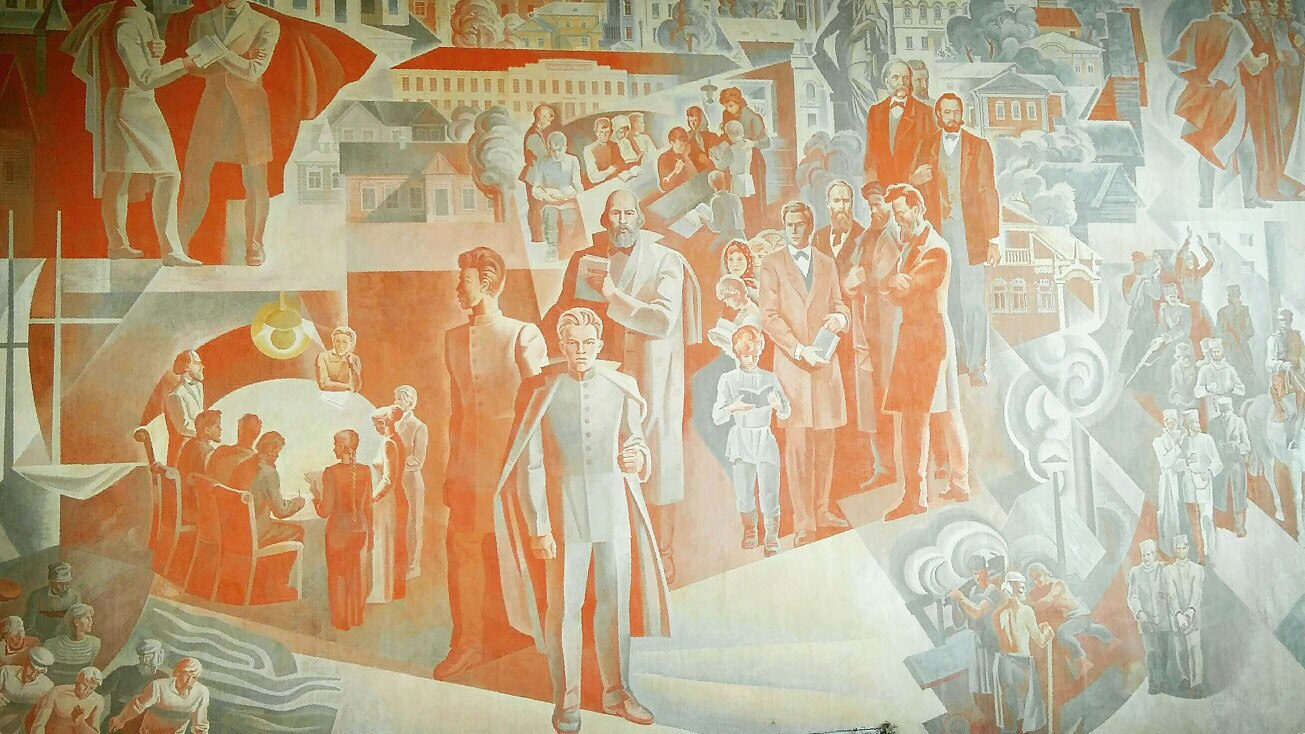
Мозаичное панно в главном корпусе УлГПУ имени И.Н. Ульянова (фрагмент).

Писал натюрморты, пейзажи, портреты, жанровые картины. С 1946 года участвовал в выставках в Москве, Ленинграде, Уфе, Чебоксарах, на Украине, во Всесоюзной выставке Академии художеств СССР.
Персональные выставки:
- 1987 выставочный зал Союза художников РСФСР (Москва, ул. Горького)
- 1999 Галерея Союза художников (Ульяновск)[9]
- Музей современного изобразительного искусства имени А. А. Пластова (Ульяновск)[9]

Работы находятся в собраниях художественных музеев Белгородской, Иркутской, Оренбургской и Ульяновской (более 100 произведений) областей, Мордовии, Чувашии, Череповца и Северобайкальска.
- Гигантская монументальная роспись в фойе УлГПУ имени И. Н. Ульянова (1973 —1974). Панно «Илья Николаевич Ульянов — выдающийся просветитель и педагог» (18 х 32 м) было создано в соавторстве с московскими монументалистами Я. Н. Скрипковым и Б. Н. Казаковым. В 1975 году работа выдвигалась на соискание Государственной премии[11].

## Награды
- Орден Красной Звезды (31.08.1945)[8]
- Заслуженный художник РСФСР (1977)[3]
- Народный художник РСФСР (1984)[3]
- Орден Отечественной войны II степени (23.12.1985)[4]
- орден «Знак Почёта»[3]
- медали[3]:
  - «За победу над Германией в Великой Отечественной войне 1941—1945 гг.»
  - «За победу над Японией»
  - «20 лет Победы в Великой Отечественной войне 1941—1945 гг.»
  - «30 лет Победы в Великой Отечественной войне 1941—1945 гг.»
- занесение в Золотую книгу почёта Ульяновской области (1998)[3]
- Почётные грамоты Законодательного Собрания и администрации Ульяновской области (1999)[9].

## Память
28 января 2014 года в Музее современного изобразительного искусства им. А. А. Пластова демонстрировалась медиа-программа, посвящённая 90-летию со дня рождения А. В. Моторина.